# 旧三井家下鴨別邸
旧三井家下鴨別邸（ きゅうみついけしもがもべってい）は、京都府京都市左京区下鴨宮河町にある三井家の旧別邸。望楼が特徴的な主屋を始めとして和洋を併せ持つ意匠や独創的な茶室など、近代京都における別邸建築として歴史的価値を高く評価され、重要文化財に指定されている。

## 沿革
現所在地一帯は、明治31年（1898年）に三井家が芦田家から購入し、明治42年（1909年）に三井家の祖霊社である顕名霊社（あきなれいしゃ）を遷座した。その参拝休憩所として三井総領家北家の第10代三井八郎右衛門（三井高棟）が、三井11家の共有する建物として建てて大正14年（1925年）に竣工したのが本建築である。建物は、主屋が鴨川下流の木屋町にあった別邸からの移築で、明治13年（1880年）の建築。これに移築と同時に玄関棟と茶室が増築されている。
旧別邸は、昭和24年（1949年）に国有化され、京都家庭裁判所の所長宿舎として使用された。平成23年（2011年）に重要文化財に指定され、平成25年（2013年）に所有権が文化庁に移管。保存修理の後に平成28年（2016年）10月から一般公開が始まり、京都市が管理団体となっている。

## 建築概要

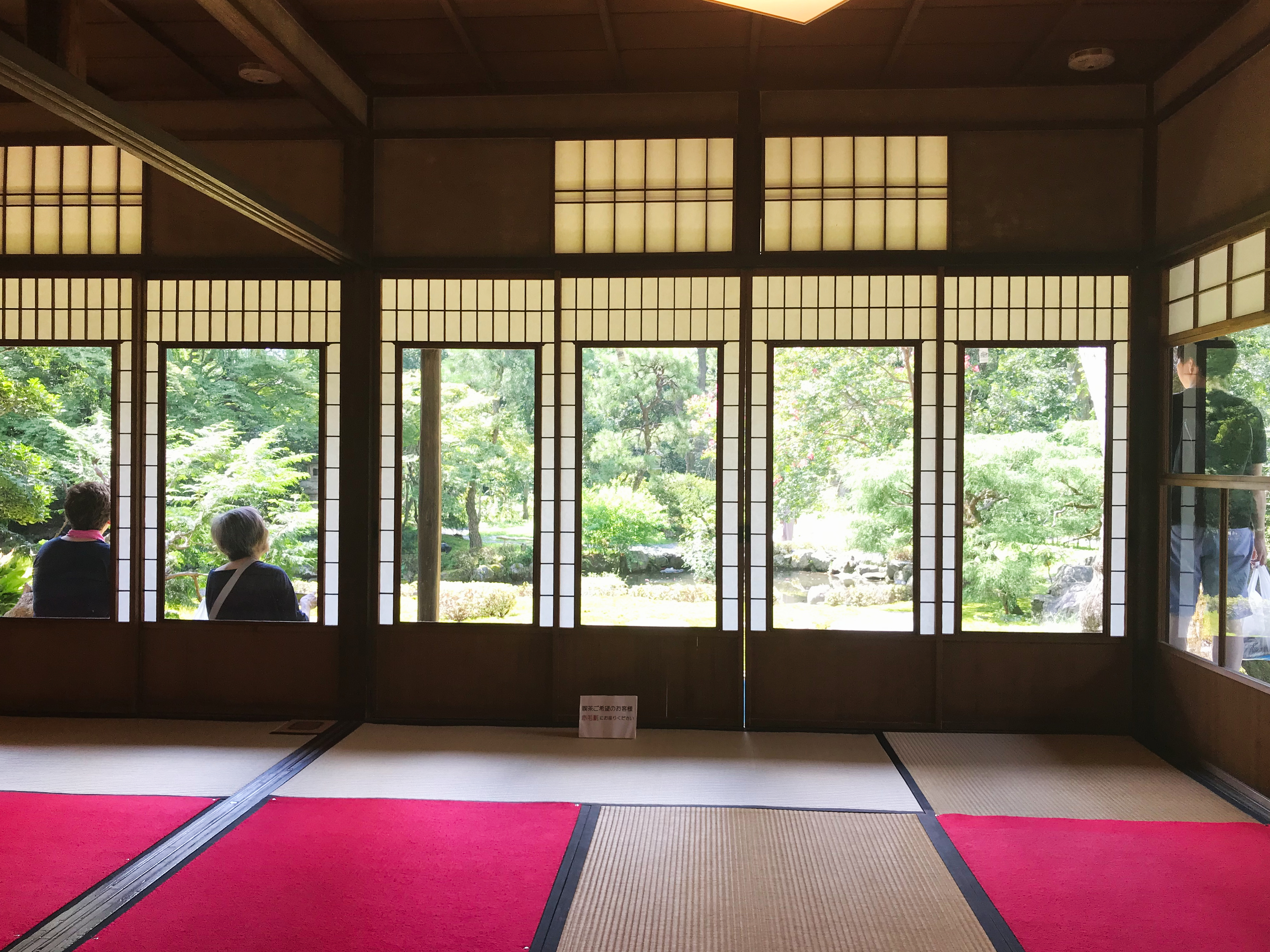
主屋1階次の間からみる南庭

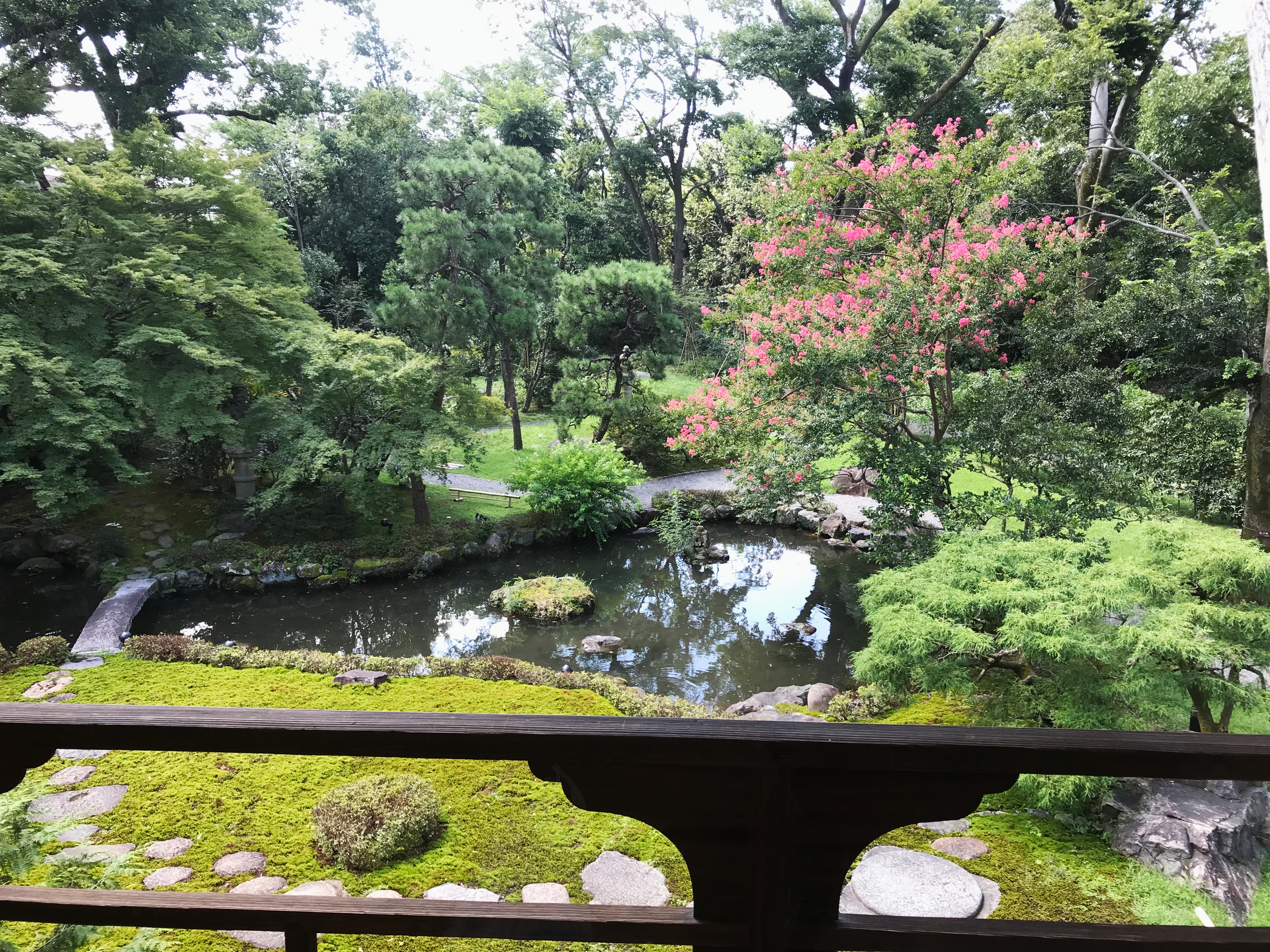
主屋2階から見下ろす南庭

所在地は下鴨神社の社叢の南端で、高野川と鴨川の合流部の北岸に位置する。建物は、主屋を中心に西側に接客空間を有する玄関棟、東側に茶室を配する複合建築で、南側に庭園を備える。

### 主屋
主屋は明治13年に木屋町三条に建てられた木屋町別邸を移築したもので、古写真との比較で木屋町別邸当時とほぼ同じ姿であることが分かっている。木造3階建で建築面積は230.02平方メートル。1階は、南庭に面する場所に主座敷（8畳）と次の間（6畳）を配し、両部屋の北側に4畳と3畳の部屋が付き、これらに縁側を廻らす。主座敷の北東には客用の水回りと2回への階段、次の間の北には内向きの階段と茶の間・八畳間・炊事場などの水回りと続く。2階は南面して座敷（14畳）を配して、その北側には三畳間が2つ付き、これらに縁が廻る。座敷の北東には中3階への階段がある。座敷北側には廊下を介して内向きの四畳間と八畳間が付く。中3階は五畳間のみで、矩折れに階段を上ると3階の物見台に至る。物見台は1間半四方で4面にガラス戸。

### 玄関棟
主屋西側に位置し、大正14年に竣工。木造平屋で建築面積は105.89平方メートル。西面中央に車寄せ都市器台を備える表玄関、その北側に応接間、南側に広間を配する。意匠は内外ともに和風の造りだが、天上が高く近代的な椅子坐式の構え。主屋とは南北2つの廊下で繋がり、その間に中庭を持つ。

### 茶室
茶室は、慶応4年（1868年）の建築で、本建築が移築する前からこの土地にあったと考えられる。南庭に向かって三畳次の間付の四畳半、その北側に一畳台目小間と一畳大の水屋が付き、廊下を還して便所が付く。四畳半は北面に踏込み床のみの簡素な作りで、三畳次の間は梅鉢型窓（北）と丸窓（南）を相対する構成。